# Thomas Hardmeier
Thomas Hardmeier, född 15 februari 1963, är en schweizisk bågskytt. Han deltog vid olympiska sommarspelen 1984.